# アレクサンドラ・リプリー

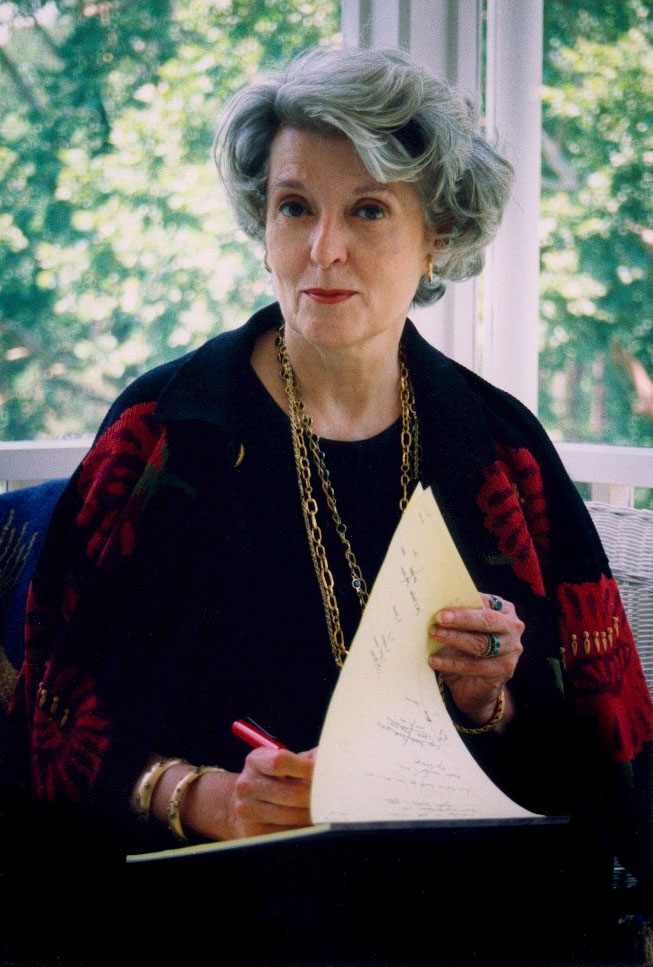
アレクサンドラ・リプリー

アレクサンドラ・リプリー（Alexandra Ripley、1934年1月8日 – 2004年1月10日）は、アメリカの小説家。サウス・カロライナ州チャールストン出身。マーガレット・ミッチェルの小説『風と共に去りぬ』の続編『スカーレット』の著者として、有名になった。

## 略歴
アレクサンドラ・リプリーは、1934年、米サウス・カロライナ州チャールストンに生まれた。スコットランド系の血筋である。若い時には、ニューヨークで『ライフ』誌の仕事を、ワシントンではエール・フランスで仕事をし、やがて、レナード・リプリー（Leonard Ripley）と結婚、2人の娘が生まれた。レナードと離婚後、しばらくして、バージニア大学教授（修辞学）であったジョン・グレアム（John Graham）と再婚、バージニア州シャーロッツヴィルで暮らした。
1981年に出版された小説『チャールストン（Charleston）』が、彼女の出世作になった。
1986年に、マーガレット・ミッチェル『風と共に去りぬ』の続編・執筆者に選ばれ、入念な準備の末に書き上げた『スカーレット』は、1991年9月、アメリカ、イギリス、フランス、ドイツなど各国語で同時に出版された。日本語版は作家森瑤子が自ら翻訳を志願し、1992年11月に新潮社で出版された。作品自体は厳しい評価に晒されたが、世界的なベストセラーになった。
2004年、バージニア州リッチモンドにある自宅で死去。70歳。

## 小説
- Who's the Lady in the President's Bed?  (1972年)
- Charleston (1981年)
- On Leaving Charleston (1984年)
- The Time Returns (1985年)
- New Orleans Legacy (1987年)
- 『スカーレット』 (森瑤子訳、新潮社、1992年) - Scarlett (1991年)
- From Fields of Gold (1994年)
- A Love Divine (1997年)